# Anta do Monte Abraão
Die Anta do Monte Abraão ist eine Megalithanlage in Zentralportugal, nordwestlich von Lissabon in der Gemeinde (Freguesia)  União das freguesias de Queluz e Belas im Kreis (Concelho) Sintra, Distrikt Lissabon.
Anta, Mámoa, Dolmen, Orca und Lapa sind die in Portugal geläufigen Bezeichnungen für die ungefähr 5000 Megalithanlagen, die während des Neolithikums im Westen der Iberischen Halbinsel errichtet wurden.

## Denkmalpflege
Die Anlage wurde bereits zwischen 1875 und 1878 durch den portugiesischen Geologen Carlos Ribeiro entdeckt und archäologisch untersucht.
Im Jahre 1910 wurde die Anta zusammen mit den benachbarten Anten Anta do Senhor da Serra und Anta da Estria unter dem Namen Antas de Belas als Monumento Nacional eingetragen und geschützt.
Die Anlage ist für die Öffentlichkeit nicht erschlossen; der Zugang ist aber möglich.

## Befund

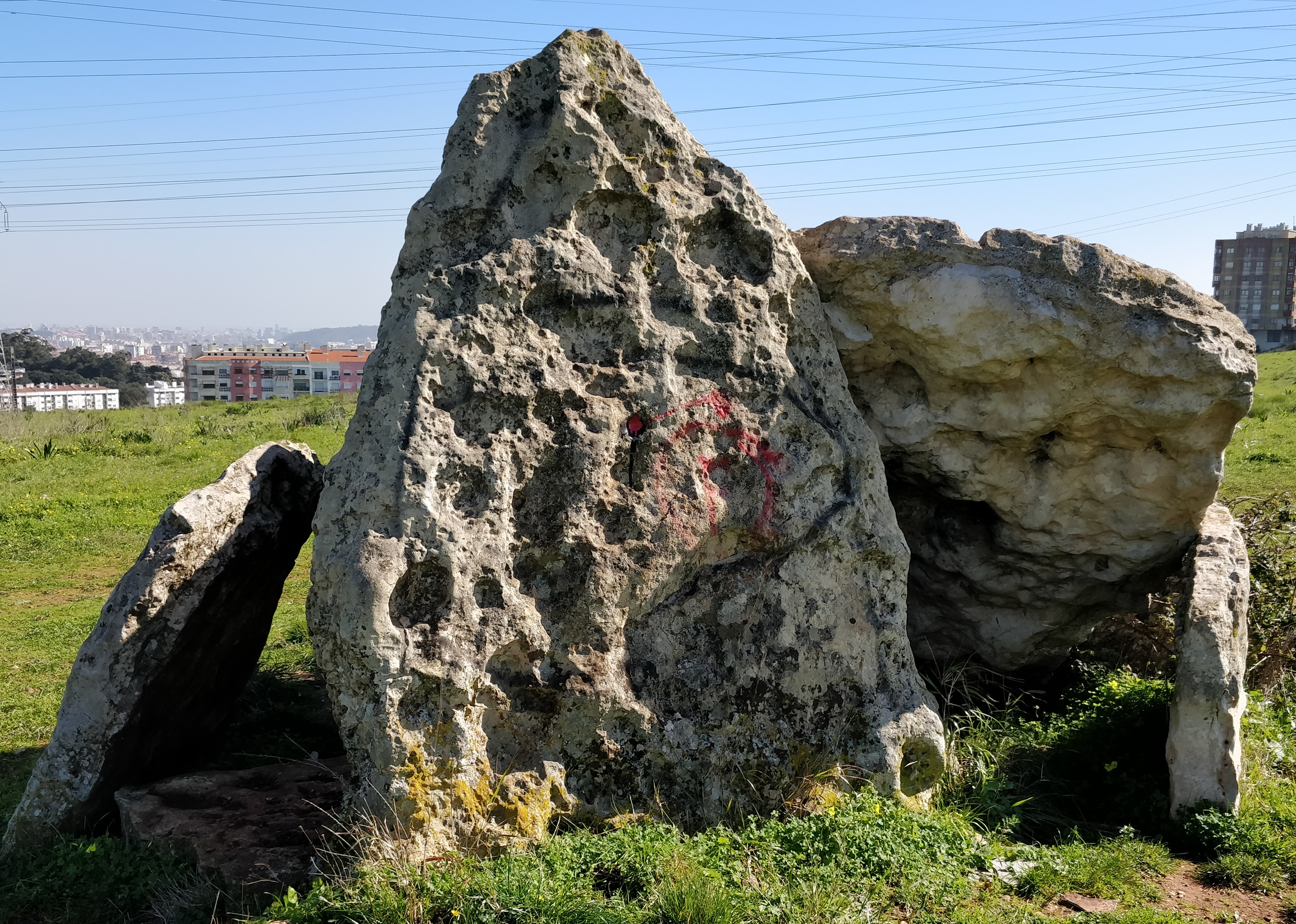
Anta do Monte Abraão

Es handelt sich um eine polygonale Anta von der sechs aufrecht Tragsteine (Orthostaten) aus Kalkstein der Kammer in situ angetroffen wurden. Die Kammer mit einer Größe von 2,8 × 4,0 Metern war zum Zeitpunkt der Ausgrabung bereits stark gestört und beraubt.
Vom Gang waren nur drei Seitenplatten erhalten. Der Ost-West-orientierte Gang war vermutlich etwa 8,0 m lang und 2,0 m breit. Eine Überhügelung konnte im Befund nicht nachgewiesen werden, war aber vermutlich vorhanden.

## Funde
Trotz der Beraubung und Zerstörung des Grabes erbrachte die Grabung noch zahlreiche Funde, darunter Steinbeile, Feuersteinwerkzeuge und -klingen, 120 Feuersteinpfeilspitzen, vier Keulenköpfe und Keramik der Glockenbecherkultur. Anhand der Funde lässt sich eine Belegung des Grabes vom Mittel- bis Endneolithikum (letzte Jahrhunderte des 4. Jahrtausends v. Chr. bis zur Mitte des 3. Jahrtausends v. Chr.) wahrscheinlich machen.
Die Funde werden im Museum des Serviços Geológicos de Portugal in Lissabon aufbewahrt.